# Klass II i ishockey 1923
Klass II i ishockey 1923 var den första säsongen av organiserat seriespel i Sverige. Svenska Ishockeyförbundet var helt nybildat och organiserade tre serier första säsongen. Klass II var andraligan, tvåa i rang efter Klass I men över Klass III. Serien bestod av sex lag, huvudsakligen av B-lag till lagen i Klass I.

## Poängtabell
| Nr | Lag               | S | V | O | F | GM | IM | MK   | P |
| -- | ----------------- | - | - | - | - | -- | -- | ---- | - |
| 1  | IFK Stockholm (B) | 4 | 3 | 0 | 1 | 18 | 7  | 2.57 | 6 |
| 2  | Hammarby IF (B)   | 4 | 3 | 0 | 1 | 9  | 8  | 1.13 | 6 |
| 3  | IK Göta (B)       | 4 | 1 | 1 | 2 | 6  | 8  | 0.75 | 3 |
| 4  | Järva IS          | 4 | 1 | 1 | 2 | 7  | 14 | 0.5  | 3 |
| 5  | Nacka SK (B)      | 4 | 1 | 0 | 3 | 10 | 13 | 0.77 | 2 |